# Dario Gradi
Dario Gradi, né le 8 juillet 1941, est un entraîneur de football anglais, d'origine italienne. Sa carrière est étroitement liée au club de Crewe Alexandra, où il travaille pendant plus de 30 ans. Il en est depuis 2011 le directeur sportif. 
Gradi est l'entraîneur de Crewe pendant 24 ans, de 1983 à 2007. Il devient alors directeur sportif et laisse la responsabilité de l'équipe première à Steve Holland. Il était alors l'entraîneur connaissant la plus grande longévité parmi les clubs professionnels anglais. Après deux nouveaux intérims à la tête de l'équipe première, Gradi quitte définitivement le poste de manager en novembre 2011 pour se concentrer sur l'école de football du club. Il est membre de l'Ordre de l'Empire britannique.

## Carrière de joueur
Né d'un père italien et d'une mère anglaise, Gradi s'installe à Londres avec sa mère après le décès de sa mère et la fin de la seconde Guerre mondiale.

Diplômé comme professeur d'éducation physique à la Loughborough University, il est nommé à la Glyn Grammar School d'Epsom. Il quitte cependant l'enseignement pour une carrière modeste de footballeur, à Sutton United, Tooting & Mitcham United et Wycombe Wanderers notamment. 
Après une période d'enseignement, Gradi rejoint Chelsea comme entraîneur adjoint en 1971, à 29 ans. Il travaille ensuite à Sutton United, Derby County et Wimbledon, avant d'être pendant deux ans entraîneur de jeunes à Leyton Orient.

## Carrière de manager

### Wimbledon
Gradi est nommé manager de Wimbledon en janvier 1978. Le club obtient sa première promotion de Football League Fourth Division en 1979, mais est relégué la saison suivante. En course avec son club pour un retour en Football League Third Division, Gradi reçoit en février 1981 une offre de Crystal Palace, club de First Division dont le président Ron Noades arrive lui aussi de Wimbledon.

### Crystal Palace
Le passage de Gradi au Selhurst Park est infructueux. Il ne parvient pas à sauver l'équipe de la relégation, et démissionne en novembre 1982 après un début de saison décevant.

### Crewe Alexandra
Gradi retrouve un poste de manager en juin 1983 à Crewe Alexandra, un club habitué au bas de tableau en Fourth Division. Peu à peu, il va faire remonter le club dans la hiérarchie du football anglais.
En 1989, le club est promu en Third Division, après 25 saisons au plus bas niveau national. Gradi signe un contrat de dix ans avec son club. L'équipe est reléguée mais fait son retour au 3e échelon national, devenu la Division Two, en 1994 et trois ans plus tard, atteint la Division One.
En 1994, Gradi devient l'entraîneur à la plus grande longévité parmi les entraîneurs professionnels anglais. En 2002, ils ne sont que deux, Alex Ferguson de Manchester United et lui, à être en poste depuis les années 1980. Il est nommé par la suite au sein du conseil d'administration du club.
Le contrat de Gradi avec Crewe est assez controversé car il est financièrement intéressé aux bénéfices réalisés sur les transferts des joueurs du club
Dans les années 1980 et 1990, Gradi voit l'éclosion de nombreux joueurs réputés, comme David Platt, futur capitaine de la sélection anglaise, Rob Jones, Geoff Thomas, Danny Murphy, Ashley Ward, Wayne Collins, Seth Johnson, Robbie Savage ou encore Neil Lennon. Dans les années 2000, Rob Hulse, Dean Ashton, David Vaughan, Michael O'Connor, Billy Jones, Nicky Maynard, Ashley Westwood ou encore Nick Powell.
Il est réputé pour ses talents de détection des jeunes talents. Son nom est cité pour devenir directeur technique de la fédération anglaise en 1996. En janvier 1998, il est fait membre de l'Ordre de l'Empire britannique pour les services rendus au football anglais.
Crewe Alexandra remporte le trophée PFA Bobby Moore du Fair Play à douze reprises en quinze années sous le règne de Gradi.
Le 20 avril 2007 Gradi annonce son retrait en fin de saison. Il devient directeur technique du club, et laisse à Steve Holland la responsabilité de l'équipe première. Gradi était le manager le plus ancien en poste en Angleterre.
Le 18 novembre 2008, Gradi reprend la charge de l'équipe en intérim, après un début de saison manqué et le départ de Steve Holland. Il cède la place, un peu plus d'un mois plus tard, à Gudjon Thordarson. Après le licenciement de Thordarson le 2 octobre 2009, Gradi redevient le manager du club.
Le 10 novembre 2011, Gradi annonce son retour au poste de directeur du football. Son adjoint et ancien joueur Steve Davis prend sa suite. Davis conduit Crewe en League 1 en mai 2012. En novembre 2016, il est suspendu par la Fédération anglaise de football, puis banni en mars 2021 à la suite d'un scandale d'abus sexuels sur mineur dans le football anglais dans lequel la FA l'a tenu responsable d'avoir connu les faits et de ne pas avoir agi.

## Reconnaissance
Gradi est nommé au English Football Hall of Fame en 2004 en reconnaissance de son impact en tant que manager sur le football anglais. 